# 安藤頼孝
安藤 頼孝（あんどう よりたか、1974年10月16日 - ）は、日本のプロレスのリングアナウンサー。埼玉県朝霞市出身。身長182cm、体重92kg。血液型O型。

## 経歴
2000年5月11日、全日本女子プロレスの北海道千歳市スポーツセンター大会でリングアナウンサーとしてデビュー。
全日本女子プロレス退団後はフリーとしてWJプロレス、グレートプロレスリング、スターダムを始め、Actwres girl'Z、ワールド女子プロレス・ディアナなど様々な団体・プロモーションでリングアナウンサーや音響を担当している。
特に、スターダムではほぼすべての大会でリングアナウンサーを行っているほか、会見の司会を務めることも多い。
2015年3月15日、『バトスカフェ2015』東京都・板橋グリーンホール大会でデビュー15周年感謝興行を開催。
2022年8月6日、インターネットラジオ番組『この声が届くように!』に出演。

## ラジオ出演
- この声が届くように!（2022年8月6日、インターネット配信）